# Citizen Joe (Stargate SG-1)
Citizen Joe (Ciudadano Joe en español) es el episodio n.º 169 de la serie Stargate SG-1 y n.º 15 de su octava temporada.

## Resumen
En la casa del General Jack O'Neill entra una persona no invitada, Joe Spencer, un peluquero del pueblo de Indiana. El peluquero le acusa de arruinarle la vida.
Hace siete años Joe compró una piedra con una ornamentación bonita en una venta de garaje. El hombre al cual se la compró le dijo que la encontró su abuelo arqueólogo en una excavación en Egipto. Al cogerla Joe de repente empezó a tener visiones. Las visiones eran las experiencias del equipo SG-1.
El barbero empezó contarse esas historias a sus clientes, vecinos, su mujer y sus niños. Envía sus cuentos a las editoriales, pero esas se niegan a publicarlos. Un día eso se vuelve insoportable para las personas de su entorno: pierde sus clientes y su mujer con los niños se va a vivir con su familia; le pide que vaya a psiquiatra, pero él se niega. Insiste en reunirse con el general O'Neill, pero no obtiene el permiso de las Fuerzas Aéreas.
Le tomó mucho tiempo lograr obtener el permiso y por fin puede ir a la base Stargate. Allí le hacen varias pruebas médicas. Resultó que tiene el escaso gen de los Antiguos (como también O'Neill). También se descubre que la piedra comprada por él es un artilugio telepático de los Antiguos. Por tener este gen Joe es muy sensible a la piedra.
Para librarlo de las visiones que le arruinan la vida, le quitan la piedra. El General Jack O'Neill va a hablar con la esposa del peluquero para convencerla de que su marido no está loco y para que vuelva con él.

## Reparto

### Reparto regular
- Richard Dean Anderson como el General Jack O'Neill,
- Amanda Tapping como la Teniente Coronel Samantha Carter,
- Christopher Judge como Teal'c,
- Michael Shanks como el Doctor Daniel Jackson.

### Actores invitados
- Dan Castellaneta como Joe Spencer,
- Deborah Theaker como Charlene Spencer,
- Alex Ferris como Young Andy Spencer,
- Mark Hansen como Older Andy Spencer,
- Louis Chirillo como Bert Simmons,
- Chad Krowchuk como Gordie Lowe,
- Eric Keenleyside como Fred,
- Andy Thompson como Calvin,
- Beatrice Zeilinger como Cindy Simmons.